# Aporcelaimellus krygeri
Aporcelaimellus krygeri (syn. Dorylaimus krygeri) is een rondwormensoort. De wetenschappelijke naam van de soort is voor het eerst geldig gepubliceerd in 1928 door Ditlevsen.